# الجناح (ذي السفال)

تعديل مصدري - تعديل

الجناح محلة تابعة لقرية العقيرة، التابعة لعزلة السيف بمديرية ذي السفال إحدى مديريات محافظة إب في الجمهورية اليمنية، بلغ تعداد سكانها 53 حسب تعداد اليمن لعام 2004.